# Nassauischer Kommunallandtag
Der Nassauische Kommunallandtag war eine Volksvertretung im Regierungsbezirk Wiesbaden zwischen 1866 und 1933 unterhalb der Ebene des Provinziallandtags Hessen-Nassau.
Während im Königreich Preußen je Provinz ein Provinziallandtag gebildet wurde, wurden nach der Annexion des Herzogtums Nassau, des Kurfürstentums Hessen und der Freien Stadt Frankfurt für jedes der drei Gebiete jeweils ein Kommunallandtag gebildet. Die Volksvertretung erfolgte in der Provinz Hessen-Nassau auf Ebene der Regierungspräsidien Wiesbaden (der Nassauische Kommunallandtag) und Kassel (der Kurhessische Kommunallandtag). Bis zur Verwaltungsreform 1885/86 bestand zusätzlich noch der Kommunalständische Verband Frankfurt. Der Provinziallandtag Hessen-Nassau bestand aus den Mitgliedern beider Kommunallandtage.

## Zusammensetzung und Wahl
Dem Nassauischen Kommunallandtag gehörten die vier Standesherren aus Nassau an (der Herr von Schaumburg-Holzapfel, der Fürst zu Wied wegen der Standesherrschaft Runkel, der Graf zu Leiningen-Westerburg wegen Westerburg und der Graf zu Solms-Rödelheim wegen Rödelheim).
Daneben wurden zwei Mitglieder durch die Großgrundbesitzer und je zwei Abgeordnete für jeden der elf Kreise des Regierungsbezirks gestellt.
Im Rahmen der Verwaltungsreform 1885/86 wurde der Stadtkreis Frankfurt am Main in den Regierungsbezirk Wiesbaden eingegliedert. Aufgrund der Provinzial- und Kreisordnung vom 8. Juni 1885 bildeten die Kreise im Regierungsbezirk nach Art der Provinzialverbände einen höheren Kommunalverband, Bezirksverband Wiesbaden (auch Bezirksverband Nassau) genannt. Die Zusammensetzung des Kommunallandtags als Parlament des Bezirksverbands wurde geändert. Die standesherrlichen Mandate entfielen, die ca. 70 Abgeordneten wurden nun direkt aus den 18 Landkreisen gewählt (die Zahl der Abgeordneten je Kreis hing von der Bevölkerungszahl ab). Die Wahl erfolgte nach dem preußischen Dreiklassenwahlrecht.

## Verwaltungsausschuss
Der Kommunallandtag wählte als Exekutive den Verwaltungsausschuss mit dem Landesdirektor (später Landeshauptmann) an der Spitze. Der Ausschuss bestand aus dem Vorsitzenden des Kommunallandtags und sechs gewählten Mitgliedern.

## Weimarer Republik
Nach der Novemberrevolution wurde auch der Kommunallandtag erstmals völlig demokratisch gewählt. Nach dem Gesetz über die Provinziallandtage vom 16. Juli 1919, das mit dem Gesetz vom 4. Mai 1920 auch auf die Kommunallandtage ausgeweitet worden war, wurden die Mitglieder nun nach dem Verhältniswahlrecht gewählt.

### Wahlergebnisse
Stimmenanteile der Parteien in %
| Wahltag     | SPD  | Z    | DVP  | DNVP1 | DDP | KPD2 | WP  | NSDAP |
| ----------- | ---- | ---- | ---- | ----- | --- | ---- | --- | ----- |
| 21.2.19213  | 29,9 | 20,6 | 18,2 | 10,8  | 9,7 | 3,4  |     |       |
| 29.11.19254 | 30,6 | 22,5 | 6,3  | 5,4   | 5,9 | 6,4  | 7,8 |       |
| 17.11.19295 | 26,2 | 18,9 | 9,7  | 5,2   | 4,5 | 8,2  | 5,1 | 8,2   |
| 12.3.1933   | 17,8 | 16,1 |      | 6,0   |     | 7,0  |     | 48,6  |

1 DNVP: 1921, 1925 und 1929: DNVP, 1933: KFSWR (Kampffront Schwarz-Weiß-Rot)

2 KPD: 1921: VKPD (Vereinigte Kommunistische Partei Deutschlands), 1925, 1929 und 1933: KPD

3 1921: zusätzlich: USPD: 5,3 %

4 1925: zusätzlich: HNASL (Hessisch-Nassauische Arbeitsgemeinschaft Stadt und Land): 14,1 %

5 1929: zusätzlich: CNBL: 8,4 %, Stimmenmehrheit der KPD gegenüber der NSDAP
Sitzverteilung
| Jahr  | Gesamt | SPD | Z  | DVP | DNVP1 | DDP | KPD2 | WP | NSDAP |
| ----- | ------ | --- | -- | --- | ----- | --- | ---- | -- | ----- |
| 19213 | 61     | 18  | 12 | 11  | 7     | 7   | 2    |    |       |
| 19254 | 52     | 16  | 12 | 3   | 3     | 4   | 4    | 3  |       |
| 19295 | 52     | 14  | 10 | 5   | 3     | 3   | 5    | 3  | 4     |
| 1933  | 55     | 10  | 10 |     | 4     |     | 4    |    | 27    |

1 DNVP: 1921, 1925 und 1929: DNVP, 1933: KFSWR

2 KPD: 1921: VKPD, 1925, 1929 und 1933: KPD

3 1921: zusätzlich: USPD: 3 Sitze, NaLa: 1 Sitz

4 1925: zusätzlich: HNASL: 7 Sitze

5 1929: zusätzlich: CNBL: 5 Sitze

## Aufgaben
Aufgaben des Landtags waren die Verwaltung der Landesstraßen, der Sozialfürsorge, der Krankenpflege und die Verantwortung über die Nassauische Landesbank und die Nassauische Sparkasse. In der Weimarer Republik übernahm der Verband auch die Verantwortung für das Landesjugendamt und die Jugendheime des Landes.

## Auflösung
Mit der Machtübernahme der Nationalsozialisten wurde der Kommunallandtag mit Gesetz vom 17. Juli 1933 aufgelöst. Nach dem Zweiten Weltkrieg wurde zwar der Verwaltungsausschuss neu berufen, jedoch kein Kommunallandtag gewählt. 1953 wurde durch die Regierung Georg-August Zinn der Kommunalverband aufgelöst. Zwar bestand der Regierungsbezirk weiter, jedoch lediglich als Mittelbehörde ohne eine parlamentarische Instanz. Die sozialen Aufgaben wurden dem Landeswohlfahrtsverband Hessen übertragen.

## Vorsitzende
Vorsitzende (bzw. „Präsidenten“ ab 1924) waren:
- Wilhelm Winter (1868–1875)
- Hugo Graf von Matuschka-Greiffenclau (1875–1885)
- Hubert Arnold Hilf (1886–1898)
- Gustav Humser (1899–1917)
- Alexander Alberti (1918)
- Wilhelm Schmitz (1920, Christliche Volkspartei)
- Heinrich Hopf (1921–1928, SPD)
- Eduard Gräf (1929–1932, SPD)
- Karl Lange (1933, NSDAP)